# Fröderydgölen
Fröderydgölen är en sjö i Vetlanda kommun i Småland och ingår i Emåns huvudavrinningsområde. Sjön är 7,5 meter djup, har en yta på 0,0347 kvadratkilometer och är belägen 244 meter över havet.

## Delavrinningsområde
Fröderydgölen ingår i det delavrinningsområde (635381-144313) som SMHI kallar för Mynnar i Emån. Avrinningsområdets medelhöjd är 243 meter över havet och ytan är 8,77 kvadratkilometer. Det finns inga delavrinningsområden uppströms utan avrinningsområdet är högsta punkten. Vattendraget som avvattnar avrinningsområdet har biflödesordning 3, vilket innebär att vattnet flödar genom totalt 3 vattendrag innan det når havet efter 196 kilometer. Delavrinningsområdet består mestadels av skog (68 procent), öppen mark (10 procent) och jordbruk (16 procent). Avrinningsområdet har 0,21 kvadratkilometer vattenytor vilket ger det en sjöprocent på 2,4 procent.